# Kündigungsschutzgesetz
Das deutsche Kündigungsschutzgesetz (KSchG) beschränkt die im Zivilrecht grundsätzlich bestehende Kündigungsfreiheit von Verträgen mit einer längeren Laufzeit (Dauerschuldverhältnisse) zugunsten des Arbeitnehmers bei der Beendigung von Arbeitsverhältnissen auf sozial gerechtfertigte Kündigungen (siehe auch Kündigungsschutz).

## Voraussetzungen für die Anwendung

### Zahl der Arbeitnehmer
So genannte Kleinbetriebsklausel (Umkehrschluss aus § 23 Abs. 1 S. 3 KSchG)
Seit dem 1. Januar 2004 muss ein Betrieb in der Regel mehr als zehn Arbeitnehmer beschäftigen, damit der gesetzliche Kündigungsschutz greift.
Bis 31. Dezember 2003 genügte für die Anwendbarkeit des Kündigungsschutzgesetzes eine Zahl von mehr als fünf (rechnerisch also mindestens 5,25) Arbeitnehmern. Wer nach dieser Altregelung am 31. Dezember 2003 Kündigungsschutz hatte, behält diesen Kündigungsschutz auch weiterhin, wenn mit ihm weiterhin mehr als fünf „Altarbeitnehmer“ im Betrieb – noch zum Zeitpunkt der Kündigungserklärung – beschäftigt sind (Umkehrschluss aus § 23 Abs. 1 S. 2 KSchG). Scheiden allerdings solche „Altarbeitnehmer“ aus dem Arbeitsverhältnis aus und sinkt dadurch dieser Schwellenwert auf fünf oder darunter, verlieren alle anderen ihren bisherigen Kündigungsschutz. Dann ist allein die Kleinbetriebsgrenze von mehr als 10 Arbeitnehmern nach der neuen Rechtslage maßgebend.
Teilzeitbeschäftigte
Sie werden für die Berechnung der Mitarbeiterzahl gem. § 23 Abs. 1 S. 4 KSchG wie folgt berücksichtigt
- bis einschließlich 20 Stunden/Woche mit dem Faktor 0,50
- bis einschließlich 30 Stunden/Woche mit dem Faktor 0,75
- über 30 Stunden/Woche mit dem Faktor 1,0.

Bei dieser Zählweise genügt also der Wert von rechnerisch 10,25 zu berücksichtigenden Arbeitnehmern für die Anwendbarkeit des Gesetzes; Auszubildende, Geschäftsführer oder etwa der Betriebsinhaber werden dabei nicht berücksichtigt.
Leiharbeitnehmer
Bei der Berechnung der Betriebsgröße sind auch im Betrieb beschäftigte Leiharbeitnehmer zu berücksichtigen, wenn ihr Einsatz auf einem in der Regel vorhandenen Personalbedarf beruht.

### Wartezeit: sechsmonatige Dauer des Arbeitsverhältnisses
Das Arbeitsverhältnis muss länger als sechs Monate bestehen (§ 1 Abs. 1 KSchG), damit der Kündigungsschutz greift.
Diese so genannte Wartezeit nach dem Kündigungsschutzgesetz ist nicht mit der Probezeit nach § 622 BGB zu verwechseln. Die Vereinbarung einer Probezeit hat lediglich Einfluss auf die Länge der maßgebenden Kündigungsfrist: diese wird dann von „vier Wochen zum 15.“ oder „zum Ende“ eines Kalendermonats auf zwei Wochen absolut verkürzt.
Bei der Berechnung der Wartezeit des § 1 Abs. 1 KSchG ist § 193 BGB nicht anwendbar. Die Wartezeit kann daher auch an einem Samstag, Sonntag oder Feiertag enden und wird nicht bis zum nächsten Werktag verlängert.

## Kündigungsgründe
§ 1 Abs. 2 KSchG sieht für eine Kündigung drei Gründe vor:
- personenbedingt,
- verhaltensbedingt,
- betriebsbedingt.

### Personenbedingte Kündigung
Bei der personenbedingten Kündigung liegen die Gründe für die Auflösung des Arbeitsverhältnisses in der Person des Arbeitnehmers. Eine personenbedingte Kündigung ist möglich, wenn der Arbeitnehmer die Arbeit nicht (mehr) ausführen kann. Dafür können fachliche, persönliche oder gesundheitliche Gründe vorliegen. Häufigster Fall der personenbedingten Kündigung ist die Kündigung wegen einer lang anhaltenden Krankheit oder häufigen Kurzerkrankungen, die zur Arbeitsunfähigkeit führt und auch in Zukunft führen wird. Im Unterschied zur verhaltensbedingten Kündigung trifft den Arbeitnehmer bei der personenbedingten Kündigung in der Regel kein Verschulden.
Nicht sozialwidrig ist die personenbedingte Kündigung im Zusammenhang mit einer Erkrankung oder Leistungsminderung des Arbeitnehmers unter folgenden Voraussetzungen:
- Es muss feststehen, dass der  Arbeitnehmer in der Zukunft nicht mehr in der Lage sein wird, seinen arbeitsvertraglichen Pflichten nachzukommen (negative Zukunftsprognose).
- Dadurch sind wesentliche Interessen des Arbeitgebers beeinträchtigt.
- Eine Interessenabwägung ergibt, dass die berechtigten Interessen des Arbeitgebers schützenswerter sind als die Interessen des Arbeitnehmers.

Vor einer personenbedingten Kündigung wegen Krankheit oder Leistungsminderung muss der Arbeitgeber zudem im Rahmen des „Ultima Ratio“-Prinzips prüfen, ob stattdessen eine Versetzung oder eine Änderungskündigung möglich ist, unter Umständen verbunden mit einer für den Arbeitgeber in Bezug auf Kosten und Dauer zumutbaren Umschulung oder Weiterbildung des Arbeitnehmers.

### Verhaltensbedingte Kündigung
Bei der verhaltensbedingten Kündigung ist der Grund für die Kündigung ein Fehlverhalten des Arbeitnehmers. Voraussetzung für ihre Rechtmäßigkeit im Sinne des Kündigungsschutzgesetzes ist, dass der Arbeitnehmer eine Vertragspflicht erheblich – in der Regel schuldhaft – verletzt hat, die zumutbare Möglichkeit einer anderen, zukünftige Störungen zuverlässig ausschließenden Beschäftigung nicht besteht und die Lösung des Arbeitsverhältnisses in Abwägung der Interessen beider Vertragsteile billigenswert und angemessen erscheint. Oft, aber nicht zwingend, wird die verhaltensbedingte Kündigung als außerordentliche, fristlose Kündigung ausgesprochen.
Der Arbeitgeber, der eine verhaltensbedingte Kündigung ausspricht, muss in der Regel den Arbeitnehmer zuvor wegen eines gleichartigen Pflichtverstoßes abgemahnt haben. Die Abmahnung ist entbehrlich, wenn das Fehlverhalten so gravierend ist, dass dem Arbeitnehmer von vornherein klar sein musste, dass dieses Verhalten unter keinen Umständen geduldet wird.
Zu einer verhaltensbedingten Kündigung kommt es beispielsweise, wenn der Arbeitnehmer einen Diebstahl oder Spesenbetrug begangen hat, häufig zu spät gekommen ist, seine Arbeitsunfähigkeit nicht mitgeteilt oder nachgewiesen hat, eigenmächtig seinen Urlaub angetreten hat, „blau gemacht“ hat oder seine Arbeitsleistung schlecht ist. Häufig werden auch Alkohol- und Drogenkonsum als verhaltensbedingte Kündigungsgründe genannt. Ist der Arbeitnehmer suchtkrank und kann er deshalb sein Verhalten nicht steuern, kommt nur eine personenbedingte Kündigung in Betracht.
Eine materiell-rechtlich zu Recht ausgesprochene verhaltensbedingte Kündigung führt nach § 159 Abs. 1 Nr. 1  SGB III zu einer Sperrzeit beim Arbeitslosengeld, wenn der Arbeitnehmer dadurch vorsätzlich oder grob fahrlässig die Arbeitslosigkeit herbeigeführt hat.

### Betriebsbedingte Kündigung
Von einer betrieblich bedingten Kündigung spricht man, wenn sachliche Gründe zu einer Unternehmerentscheidung führen, die ihrerseits den Wegfall des Arbeitsplatzes des betroffenen Arbeitnehmers oder einer Mehrzahl von Arbeitsplätzen zur Folge hat. Hierbei sind grundsätzlich Gründe zu unterscheiden, die von außen auf das Unternehmen einwirken (beispielsweise Umsatzeinbußen, Wegfall von Aufträgen) und Gründe, die vom Unternehmen selbst herbeigeführt werden (Organisationsentscheidungen, Umstrukturierung, Betriebsschließung). Die Unternehmerentscheidung selbst wird dabei von den Arbeitsgerichten nur auf „offensichtliche Willkür oder Unsachlichkeit“ geprüft.
Bei betrieblich bedingten Gründen ist die Sozialauswahl gemäß § 1 Abs. 3 KSchG zu beachten. Von mehreren vergleichbaren Arbeitnehmern ist der Arbeitnehmer zu kündigen, der die besten Sozialdaten hat, das heißt der am wenigsten von den Folgen der Kündigung getroffen wird. Als Kriterien der Sozialauswahl dürfen seit der Neufassung des Kündigungsschutzgesetzes ab 1. Januar 2004 ausschließlich die Dauer der Betriebszugehörigkeit, das Lebensalter, bestehende Unterhaltspflichten und möglicherweise vorliegende Schwerbehinderung herangezogen werden.
Eine Sonderform der betriebsbedingten Kündigung ist die sog. Orlando-Kündigung.

## Klagefrist
Das Kündigungsschutzgesetz statuiert in § 4 KSchG für die Kündigungsschutzklage eine Klagefrist von drei Wochen. Diese Klagefrist stellt jedoch keine Zulässigkeitsvoraussetzung, sondern eine materiellrechtliche Präklusion dar. Die Kündigung gilt als von Anfang an rechtswirksam, wenn sie nicht innerhalb von drei Wochen seit Zugang durch eine Klage beim Arbeitsgericht angegriffen wird (Wirksamkeitsfiktion des § 7 KSchG). Die Klage ist also als unbegründet, nicht aber als unzulässig zurückzuweisen, wenn die Dreiwochenfrist überschritten wurde. Diese Präklusion gilt seit 1. Januar 2004 für alle Kündigungen und alle Unwirksamkeitsgründe, muss also in jedem Fall eingehalten werden, auch wenn das Kündigungsschutzgesetz auf das Arbeitsverhältnis nicht anwendbar sein sollte (Beispiel: Kündigung einer Schwangeren im Kleinbetrieb, vergleiche Kündigungsfristen im Arbeitsrecht).
Ausnahmen gelten jedoch bei Kündigungen, die nicht der Schriftform genügen oder nicht fristgerecht erfolgt sind, auch wenn der Arbeitnehmer sich nicht auf die inhaltliche Unwirksamkeit der Kündigung berufen möchte: Ist die Kündigung also entgegen der Formvorschrift des § 623 nicht schriftlich ausgesprochen, so kann deren Unwirksamkeit auch noch nach Ablauf der Dreiwochenfrist durch Klage beim Arbeitsgericht geltend gemacht werden. Gleiches gilt für den Fall, dass die zutreffende Kündigungsfrist nicht eingehalten wurde, dem Kündigungsschreiben aber – ggf. im Wege der Auslegung – zu entnehmen ist, dass der Kündigende eine ordentliche Kündigung unter Wahrung der objektiv einzuhaltenden Kündigungsfrist erklären wollte. Lässt sich dagegen eine mit zu kurzer Frist ausgesprochene Kündigung nicht als eine solche mit der rechtlich gebotenen Frist auslegen, muss die Nichteinhaltung der Kündigungsfrist innerhalb der Dreiwochenfrist des § 4 Satz 1 KSchG gerichtlich geltend gemacht werden.
Die Klageerhebung wegen solcher Gründe, die ausnahmsweise nicht unter § 7 KSchG fallen, kann u. U. wegen anderweitiger Rechtshängigkeit gem. § 46 Abs. 2 S. 1 ArbGG in Verbindung mit § 261 Abs. 3 Ziff. 1 ZPO die Zulässigkeit der Klage entfallen, wenn schon Kündigungsschutzklage oder Klage auf Feststellung des Bestehens des Arbeitsverhältnisses erhoben wurde.

## Änderungskündigung
Eine Änderungskündigung liegt vor, wenn das bisherige Arbeitsverhältnis außerordentlich (in der Regel dann fristlos) oder ordentlich (unter Einhaltung der Mindestkündigungsfrist) gekündigt wird und zugleich die Fortsetzung des Arbeitsverhältnisses (bei der ordentlichen Änderungskündigung: nach Ablauf der Kündigungsfrist) zu geänderten Bedingungen angeboten wird (vergleiche § 2 KSchG). Auch hier verlangt das Kündigungsschutzgesetz für die Wirksamkeit der Änderungskündigung das Vorliegen von Kündigungsgründen im Sinne von § 1 Abs. 2 KSchG und für eine rechtserhebliche Beanstandung die Einhaltung der dreiwöchigen Klagefrist.
Der Arbeitnehmer kann entweder das Änderungsangebot ablehnen und gegen die Änderungskündigung klagen. Verliert er dann den Prozess, ist das Arbeitsverhältnis beendet; gewinnt er, hat er einen Weiterbeschäftigungsanspruch zu den alten Vertragsbedingungen.
Er kann aber auch die Änderung der Vertragsbedingungen „unter dem Vorbehalt ihrer sozialen Rechtfertigung“ annehmen und die Änderung (mit einer so genannten Kündigungsschutzklage, manchmal auch Änderungsschutzklage genannt) innerhalb der dreiwöchigen Klagefrist gerichtlich überprüfen lassen. Dieser Vorbehalt ist innerhalb der Kündigungsfrist, spätestens aber innerhalb von drei Wochen nach Zugang der Kündigung gegenüber dem Arbeitgeber (nicht gegenüber dem Gericht!) zu erklären. Wird innerhalb der (längstens) dreiwöchigen Frist der Vorbehalt gegenüber dem Arbeitgeber erklärt und ebenfalls innerhalb dieser Frist Klage zum Arbeitsgericht erhoben, prüft das Gericht die soziale Rechtfertigung jeder einzelnen Änderung. Fehlt sie (auch nur für eine einzelne Vertragsänderung und sei es die nebensächlichste) ist die gesamte Änderungskündigung sozial nicht gerechtfertigt. Der Arbeitnehmer hat dann einen Weiterbeschäftigungsanspruch zu unveränderten Vertragsbedingungen. Ist die Änderungskündigung dagegen sozial gerechtfertigt, verliert also der Arbeitnehmer den Prozess, muss er zwar zu den geänderten Bedingungen weiterarbeiten, behält aber seinen Arbeitsplatz. Die Erklärung des Vorbehalts reduziert also für den Arbeitnehmer das Risiko des Arbeitsplatzverlustes auf Null. Allerdings muss der Arbeitnehmer, wenn er den Vorbehalt erklärt, während der Dauer des Rechtsstreits nach Ablauf der Kündigungsfrist zu den geänderten Arbeitsbedingungen arbeiten.